# John Kenneth Johnston
Pour les articles homonymes, voir Johnston.
John Kenneth Johnston (28 juin 1865-mai 1945) est un avocat et un homme politique provincial canadien de la Saskatchewan. Il représente la circonscription de Pelly à titre de député du Parti libéral de la Saskatchewan de 1908 à 1917.

## Biographie
Née à Aldborough Township, aujourd'hui West Elgin, en Ontario, Johnston est le fils de Duncan M. Johnston et d'Harriet Urquart. Il étudie à l'Université Queen's de Kingston et enseigne ensuite à Smiths Falls. S'installant dans l'ouest canadien en 1900, il devient directeur de l'école secondaire de Calgary en Alberta. Il s'établit ensuite à Kamsack. Il ouvre un cabinet d'avocat à Kamsack et à Canora.

## Carrière politique
Élu député dans Pelly en 1908 et réélu en 1912, il ne se représente pas en 1917. Il tente un retour en politique en se présentant comme candidat indépendant dans Pelly, mais est défait en 1929.
Il meurt à son domicile de Kamsasck à l'âge de 79 ans.